# Оскар Кокошка
Оскар Кокошка (Пехларн, Доња Аустрија, 1886 – Монтре, Швајцарска 1980) је био аустријски сликар и графичар експресионизма и песник чешког порекла. 

## Живот и уметност
У периоду 1905 — 1909. године похађао је Школу уметничких заната у Бечу. Под утицајем бечког југендстила, нарочито Густава Климта (на пример портрет Адолф Лос, 1907), стварао је углавном литографије у боји, а такође и илустрације за сопствене текстове. 
1910. године Оскар Кокошка настанио се привремено у Берлину и успоставио контакте са експресионистичким уметницима као што су Емил Нолде, Макс Пехштајн, Е. Л. Кирхнер који су имали кључног утицаја на његов начин сликања пре свега на однос према облику и боји. Током Првог светског рата доживео је тешку повреду главе. Следећих година настали су експресионистички радови који су подсећали на радове Едварда Мунка и Емила Нолдеа, претежно литографије (Заљубљени пар са мачком, 1917), као и његови први прикази градова (Дрезден, Нојштат I, 1919). Године 1920. преузео је професуру на Академији у Дрездену а од 1923. године путовао је по Европи, северној Африци и Блиском истоку где је претежно сликао пејзаже и приказе градова. Године 1933. прокажен је као дегенеричан уметник, па је у знак протеста створио 1937. године Аутопортрет дегенеричног уметника. Године 1938. емигрирао је у Енглеску. Од 1953. године живео је на Женевском језеру. Кокошка је развио свој сопствени експресионистички стил са драматично нервозним начином сликања и скоро барокном динамиком облика и боја. Значајан саставни део његовог стваралаштва јесу портрети, чија психолошка изражајност сведочи о способности дубоког уживљавања. Поред тога Кокошка је сликао и слике митолошког и алегоријског садржаја (триптих Сага о Прометеју, 1950). Стварао је и сценографије (за Чаробну фрулу, 1955) и написао више експресионистичких драма.